# Ctenophorus reticulatus
Espèce
Synonymes
- Grammatophora reticulatus Gray, 1845
- Grammatophora laevis Günther, 1867
- Amphibolurus darlingtoni Loveridge, 1932

Ctenophorus reticulatus est une espèce de sauriens de la famille des Agamidae.

## Répartition
Cette espèce est endémique d'Australie. Elle se rencontre en Australie-Méridionale et en Australie-Occidentale.

## Publication originale
- Gray, 1845 : Catalogue of the specimens of lizards in the collection of the British Museum, p. 1-289 (texte intégral).